# 中企動力
中企动力科技股份有限公司屬於中國數碼系轉投資公司，中国电子商务协会信息化应用中心合作窗口，主營電子商務和企業輔導、MIS等，成立于1999年9月16日，各省市約有70間以上分公司業務點。

## 概觀
中企动力科技有CNNIC认证域名注册服务机构資格，也是google在华Google AdWords关键词广告服务業務首家合作伙伴。眾多知名單位和企業例如瀋陽故宮、山东省建筑设计研究院、中通集团、武汉重型机床集团等網站建置皆外包給該公司，域名注册方面累計一千萬家以上網域名稱由中企动力代管。
早於中國數碼原名南海控股集团時代，中企动力子公司就已經成立，为中小企业提供网站建设、全网营销、域名注册和电子邮箱等服务，近幾年成立了New Z+ 企业网站云平台輔導傳統產業走向電子商務化。2016年9月6日，工信部电子科技情报研究所主辦，2016中国IT用户满意度大会，中企动力荣获“2016中国IT用户满意品牌”奖。

### 數碼莊園
旗下最大筆資產是位於北京的北京经济技术开发区内自购土地建造的數碼莊園辦公大樓群，占地约50,000平方米，建筑面积约89,000平方米，容积率高达1.03估計市價達十數億元人民幣，目前出租外還容納中国数码及其旗下企业6,000至7,000人办公、短期宿舍，另有2,200平方米的數據機房，3,000平方米的員工美食街。

### 軟體產品
- SmartCLOUD vONE 企業管理軟體
- ZshopS 電子商務管理軟體
- Zmobile 手機推销管理軟體
- ZtouchS 網站推销管理軟體
- Z云邮 郵件推销管理軟體

## 湖南中企動力女會計自殺事件
2016年12月6日，中企動力湖南長沙分公司女財務員陳果(26歲)，被發現於公司大樓內樓梯間上吊死亡，此事在湖南一帶掀起較大輿論，陳果遺書中表明中企動力長沙分公司內部管理混亂，全公司只有她一人剛畢業的新手負責全公司出納兼會計和打雜，一人當三人用，且進公司後無人教導，由於沒有職務代理人所以任何情形下不得請假，未做完的工作量每日帶回家繼續加班，最後帳務出錯因不明原因出現40萬人民幣落差，主管打算將錯推給她一人，並暗指她虛開發票侵吞公款，此事公司中無人想出解決辦法也無人聞問，打算順其發展等事件爆發後將錯推給她一人。
於是其生日後隔天12月5日下班後，前往公司20樓較無人的樓梯間，用繩索和樓梯欄杆上吊，隔日被清潔員發現。以法律觀點來看屬於自殺，公司並無責任，但詳細情節和社會輿論壓力，中企動力事後決定拿出10萬元人道慰問金給家屬，但遭拒絕，尚在訴訟中，事後該長沙分公司被總公司決定歇業。